# Panteó de Teresa Pedrol
El Panteó de Teresa Pedrol és una tomba modernista de Lleida (Segrià) inclosa a l'Inventari del Patrimoni Arquitectònic de Catalunya.

## Descripció
Mausoleu aïllat, situat al departament de Sant Anastasi. És de planta quadrada amb una cripta soterrània. L'edifici agafa formes naturalistes que poden recordar a l'interior d'una gruta amb estalactites. Aquestes formes juntament amb una sèrie d'obertures a les parets donen un gran dinamisme a les façanes. La porta principal està enmarcada per una inscripció que diu "Propiedad de Dª Teresa Pedrol Vda de D. Antonio Rodriguez de les Rios". El conjunt està coronat per una gran creu d'aspecte irregular d'on penja una filactèria.
Està envoltat per una tanca de forja amb lletres que amb el temps s'han anat perdent.